# Dorrit Weixler
Dorrit Weixler (née le 27 mars 1892 à Berlin et morte le 30 novembre 1916  dans la même ville) est une actrice allemande du cinéma muet.

## Biographie

### Carrière
Sœur aînée de l'actrice Grete Weixler, Dorrit Weixler apparut d'abord dans des courts métrages du réalisateur Alwin Neuß, puis, en 1913, elle entama une fructueuse collaboration avec le réalisateur Franz Hofer. Franz Hofer l'utilisa dans des comédies pour jouer des rôles d'adolescentes attachantes, pleines de tempérament, d'indépendance d'esprit et souvent vêtues d'un habit de marin. « Irrésistible de vivacité », elle eut comme partenaires Ernst Lubitsch et Bruno Kastner. Dorrit Weixler fit une dizaine de films avec Franz Hofer, ce qui fit d'elle une actrice populaire auprès de ceux qui allaient voir des films.
En 1915, elle quitta Luna Film pour Oliver Film, mais son image ne subit pas de changement significatif, et nombre de Dorrit films virent le jour en 1915 et 1916.

### Suicide
En mai 1916, Dorrit Weixler était dans un théâtre de Nollendorfplatz dans le cadre d'une « semaine Dorrit Weixler », une opération promotionnelle, et c'était la première fois qu'elle jouait sur scène. Il y avait foule et Dorrit Weixler devait jouer des sketchs et danser, mais durant un numéro, elle s'écroula et le spectacle dut être arrêté. La presse spécula sur sa maladie, évoquant le stress ou une possible maladie neurologique. Le tournage d'un film fut annulé et elle se vit administrer de la morphine, à laquelle elle fut dépendante. Placée dans un sanatorium de Berlin, elle se pendit le 30 novembre 1916.

## Photos

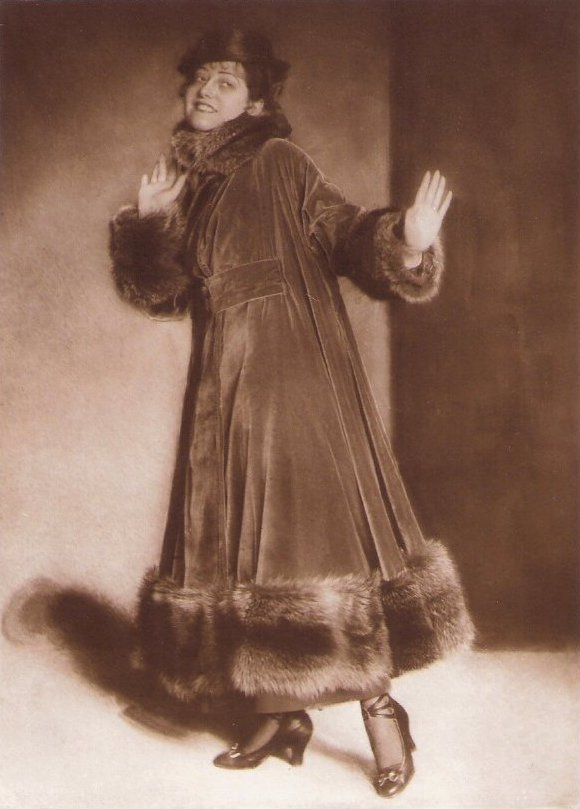
Dorrit Weixler en 1916 photographiée par Karl Schenker
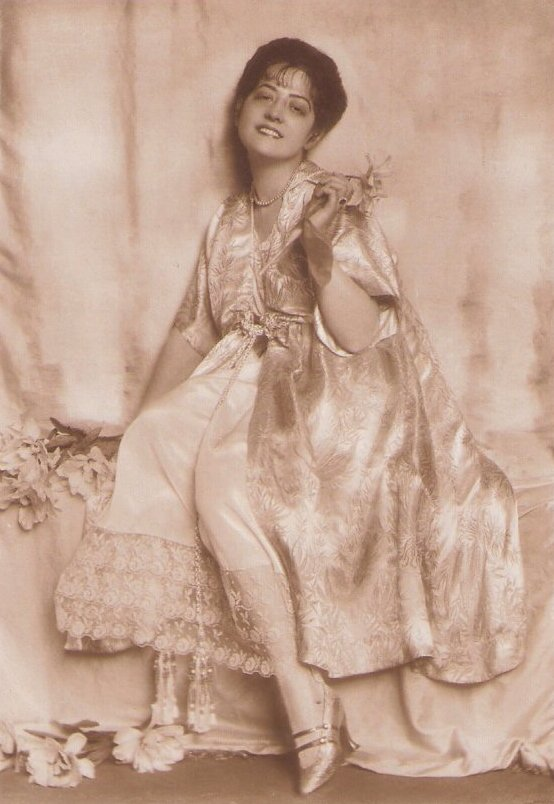
Dorrit Weixler en 1915 photographiée par Karl Schenker
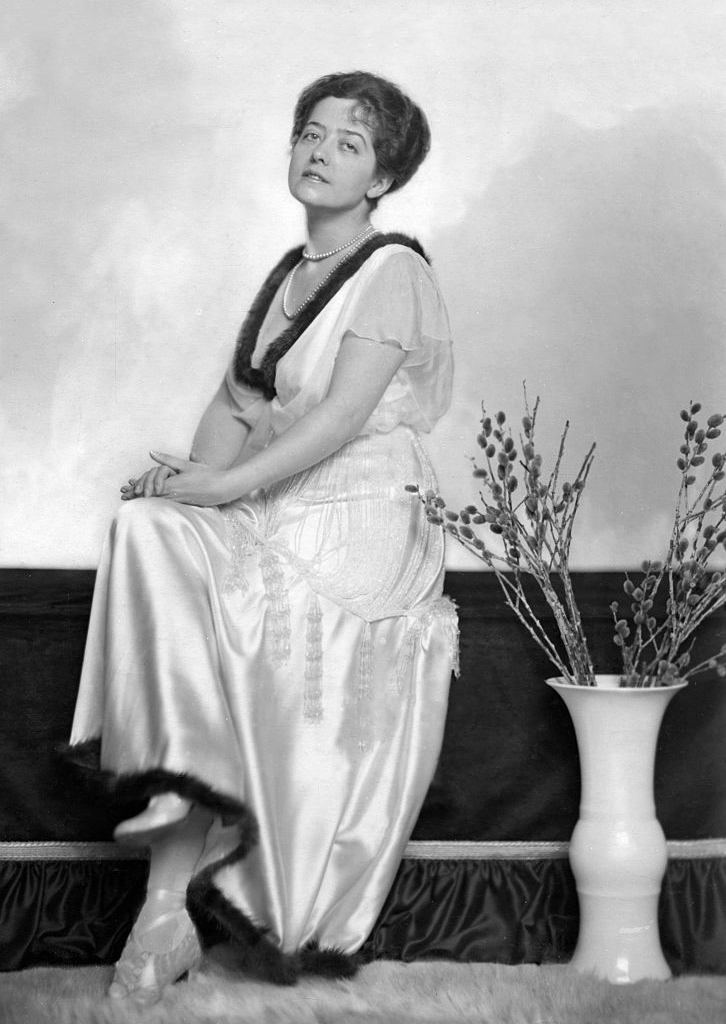
Dorrit Weixler photographiée par Nicola Perscheid
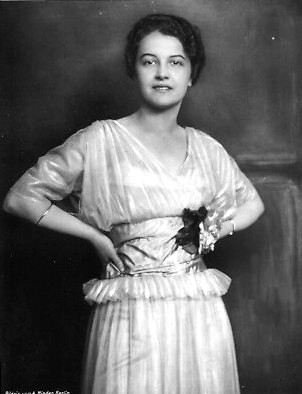
Grete Weixler, sa sœur

## Filmographie
| - 1911 : Alwin auf der Hochzeitsreise - 1911 : Seine erste Liebe - 1912 : Fräulein Chef - 1913 : Das Töpfchen - 1913 : Der Thronfolger - 1913 : Die das Glück narrt - 1913 : Le Nouveau Sous-préfet de Charles Decroix - 1913 : Das rosa Pantöffelchen - 1914 : Das Liebesbarometer - 1914 : Der unsichtbare Zeuge - 1914 : Malheurchen Nr. 8 - 1914 : Sein Störenfried - 1914 : Todesrauschen | - 1914 : Deutsche Helden. Um des Lebens Glück betrogen - 1914 : Weihnachtsglocken 1914 / Heimgekehrt - 1915 : Mademoiselle Piccolo (Fräulein Piccolo) de Franz Hofer - 1915 : Ein verliebter Racker - 1915 : Kammermusik - 1915 : Dorrits Chauffeur - 1915 : Die Mieze von Bolle - 1915 : Aschenbrödelchen - 1916 : Die gestörte Hochzeitsnacht - 1916 : Maria - 1916 : Dorrit bekommt eine Lebensstellung - 1916 : Dorritchens Vergnügungsreise - 1916 : Dorrits Eheglück |

## Source de la traduction
- (en) Cet article est partiellement ou en totalité issu de l’article de Wikipédia en anglais intitulé « Dorrit Weixler » (voir la liste des auteurs).